# 백암중학교
백암중학교(白岩中學校)는 대한민국 경기도 용인시 처인구 백암면 근창리에 있는 공립 중학교이다.

## 학교 연혁
- 1947년 9월 5일 : 외사 고등공민학교 인가
- 1950년 5월 7일 : 외사 고등공민학교 제1회 12명 졸업
- 1955년 4월 27일 : 백암중학교 인가(6학급)
- 1957년 3월 18일 : 외사고등공민학교 제6회 31명 졸업(연 156명)
- 1958년 3월 17일 : 백암중학교 제1회 40명 졸업
- 2022년 9월 1일 : 제24대 김대관 교장 취임
- 2022년 12월 26일 : 제66회 44명 졸업(연 9,041명 졸업)
- 2023년 3월 2일 : 1학년(2학급) 37명 입학

## 참고 자료
- 백암중학교 - 한국교육학술정보원 학교알리미